# Luís da Cunha de Abreu e Melo
Luís da Cunha de Abreu e Melo (Coimbra, Taveiro — 9 de Agosto de 1833) foi um prelado português.

## Biografia
Era filho de José António de Figueiredo e Sousa (Coimbra, São Martinho do Bispo - Coimbra, Taveiro, 5 de Maio de 1805), Senhor do Morgado de Taveiro, e de sua mulher Dionísia Engracia Isabel da Cunha e Melo de Alvelos (São Pedro do Sul - Coimbra, Taveiro, 7 Dezembro de 1797), sendo irmão do Arcebispo de Braga Primaz das Espanhas, D. Pedro Paulo de Figueiredo da Cunha e Melo, foi lente de cânones na Faculdade de Cânones da Universidade de Coimbra e cónego magistral daquela Sé.

### Bispo de Beja
A 3 de Maio de 1819 foi eleito Bispo de Beja, e confirmado pelo Papa Pio VII em 28 de Agosto do ano seguinte pela Bula “Apostolatus Officium”, na qual o mesmo Pontífice voltava a recomendar a erecção do cabido bem como do seminário diocesano. Tomou posse pelo procurador Dr. Silvestre dos Santos Chaves, em Outubro de 1820.
Em 25 de Novembro de 1821, datada de Lisboa, fez a sua primeira Carta Pastoral de saudação à Diocese Bejense.
Foi eleito Deputado às Cortes Constituintes de 1821, usando da palavra várias vezes na Câmara, nos anos de 1821–1822.
Em 1826 escreve duas importantes pastorais; a primeira de 2 de Junho, na qual anunciou a Bula de Leão XII “Exultabat Spiritus Noster”, sobre Jubileu, defendendo a doutrina católica sobre as indulgências (a insistência que D. Luiz faz sobre este assunto deve ter a sua explicação nuns escritos contra as indulgências da autoria de D. Manuel Nicolau de Almeida, Bispo de Angra); na segunda pastoral de 12 de Setembro, defendeu a Carta Constitucional portuguesa de 1826 contra os partidários da Constituição portuguesa de 1822. Foi nomeado Par do Reino ainda nesse mesmo ano tomando posse a 3 de Janeiro de 1827.
Faleceu de cólera morbus, a 9 de Agosto de 1833.
Foi tio-avô da 1.ª Viscondessa de Taveiro e tio-bisavô do 2.° Visconde de Taveiro e 1.° Conde de Santar.